# Église Saint-Christophe-des-Templiers de Montsaunès
Pour les articles homonymes, voir Église Saint-Christophe.
L'église Saint-Christophe-des-Templiers de Montsaunès est une église templière située à Montsaunès, en Occitanie France.

## Localisation
L'église est située dans le département français de la Haute-Garonne, sur la commune de Montsaunès.

## Historique
L'édifice est classé au titre des monuments historiques par la liste de 1846.

## Description

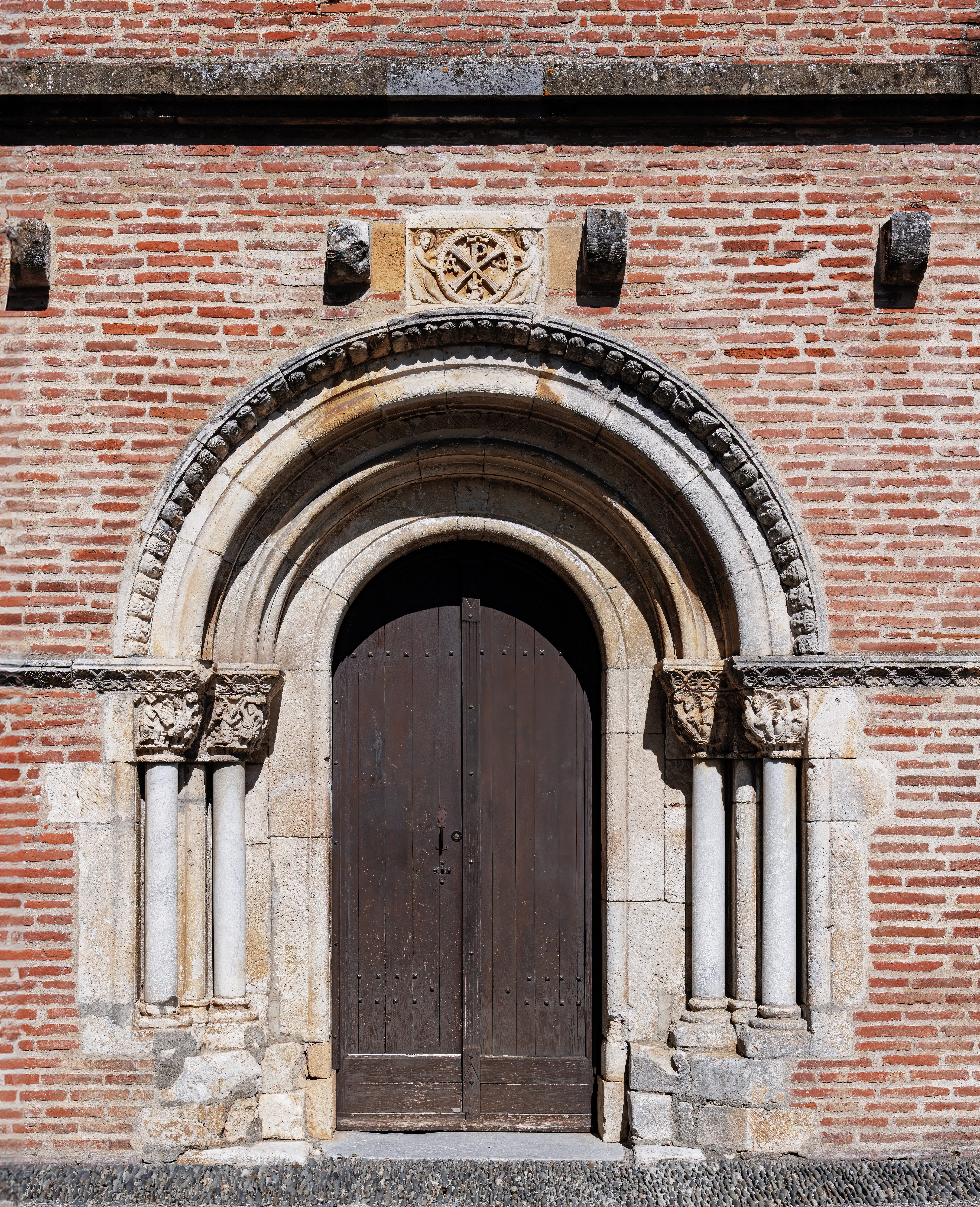
Porte d'entrée romane
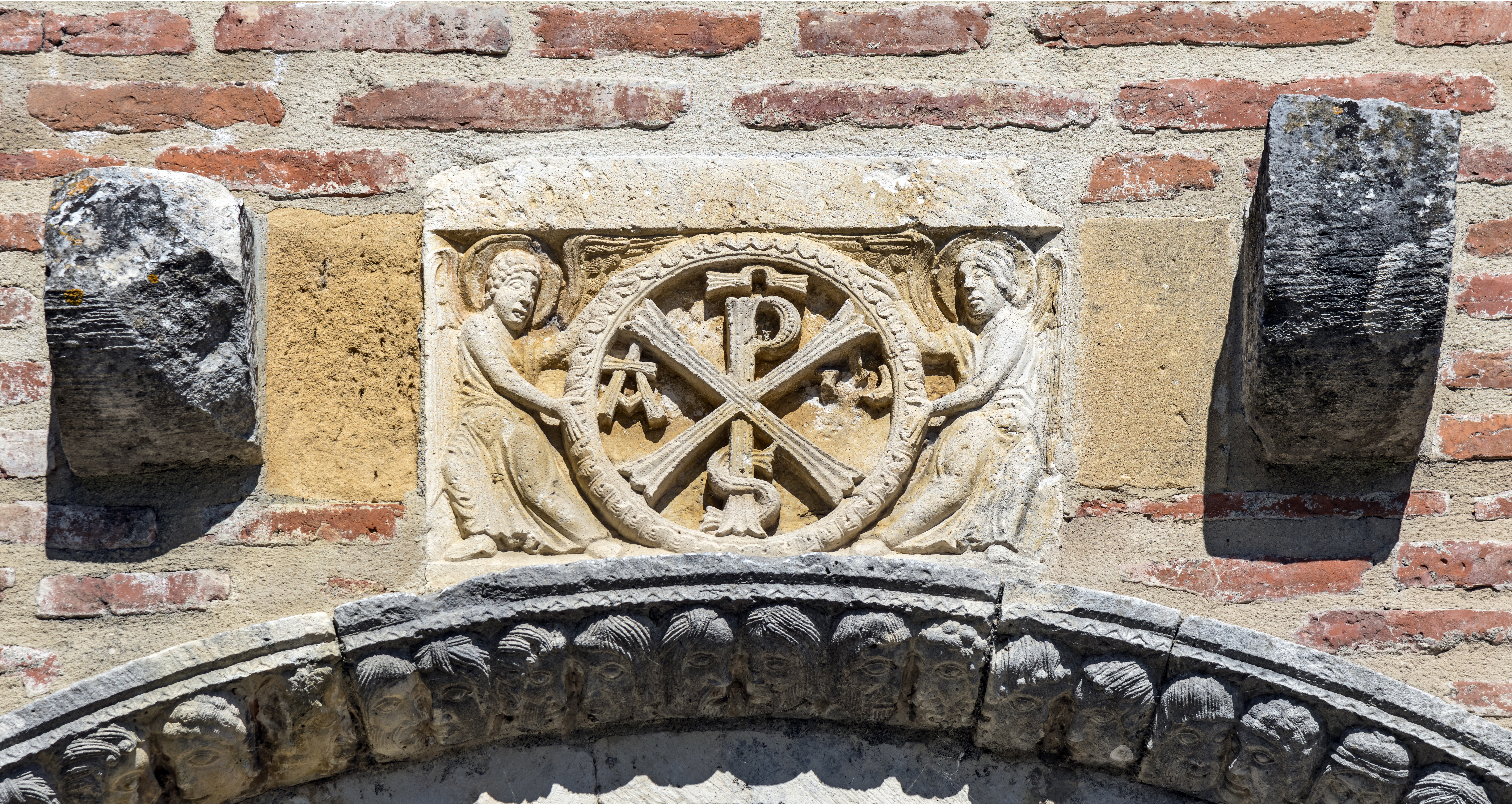
Chrisme de la façade